# Frauenfelder Mitra

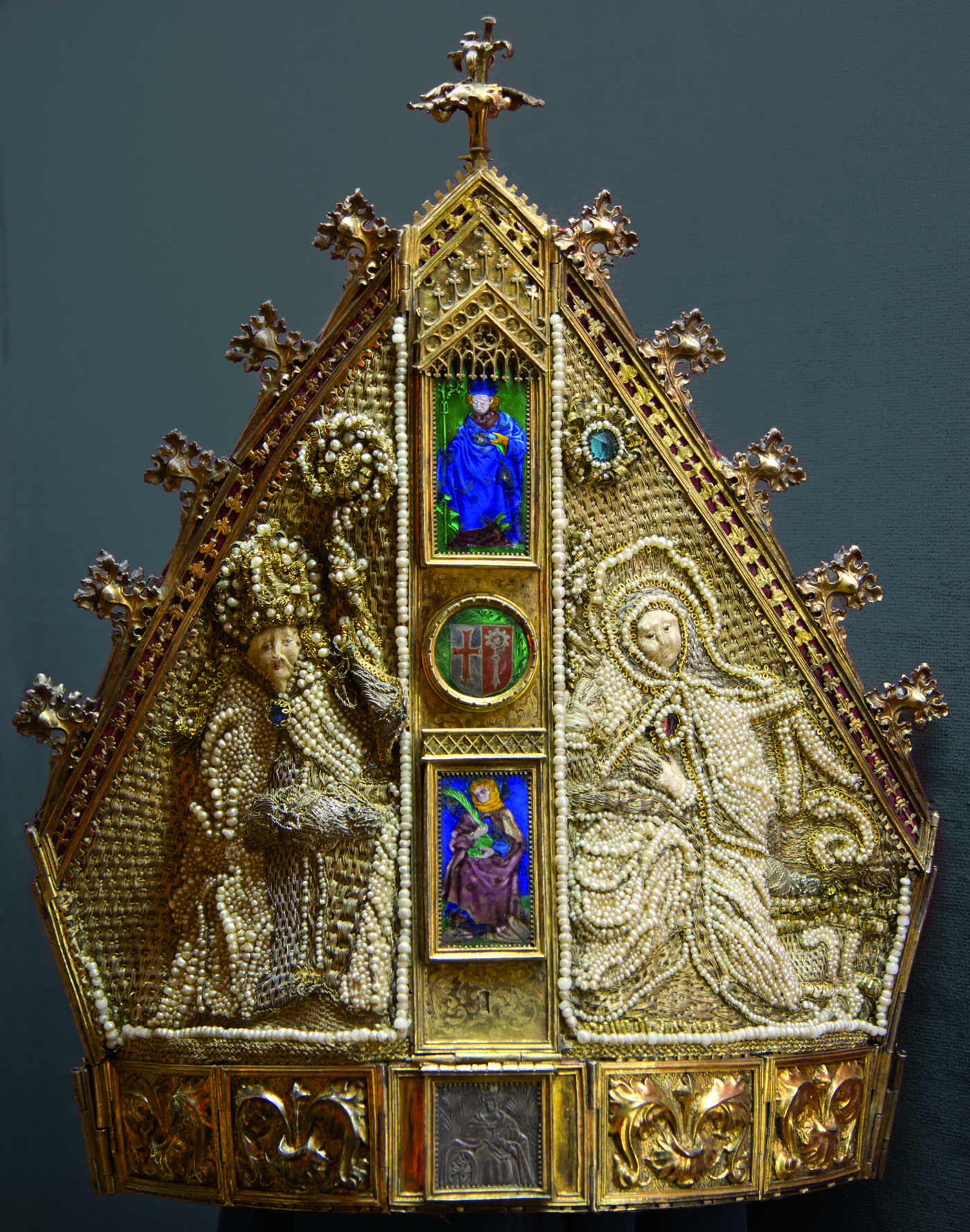
Frauenfelder Mitra, Vorderseite

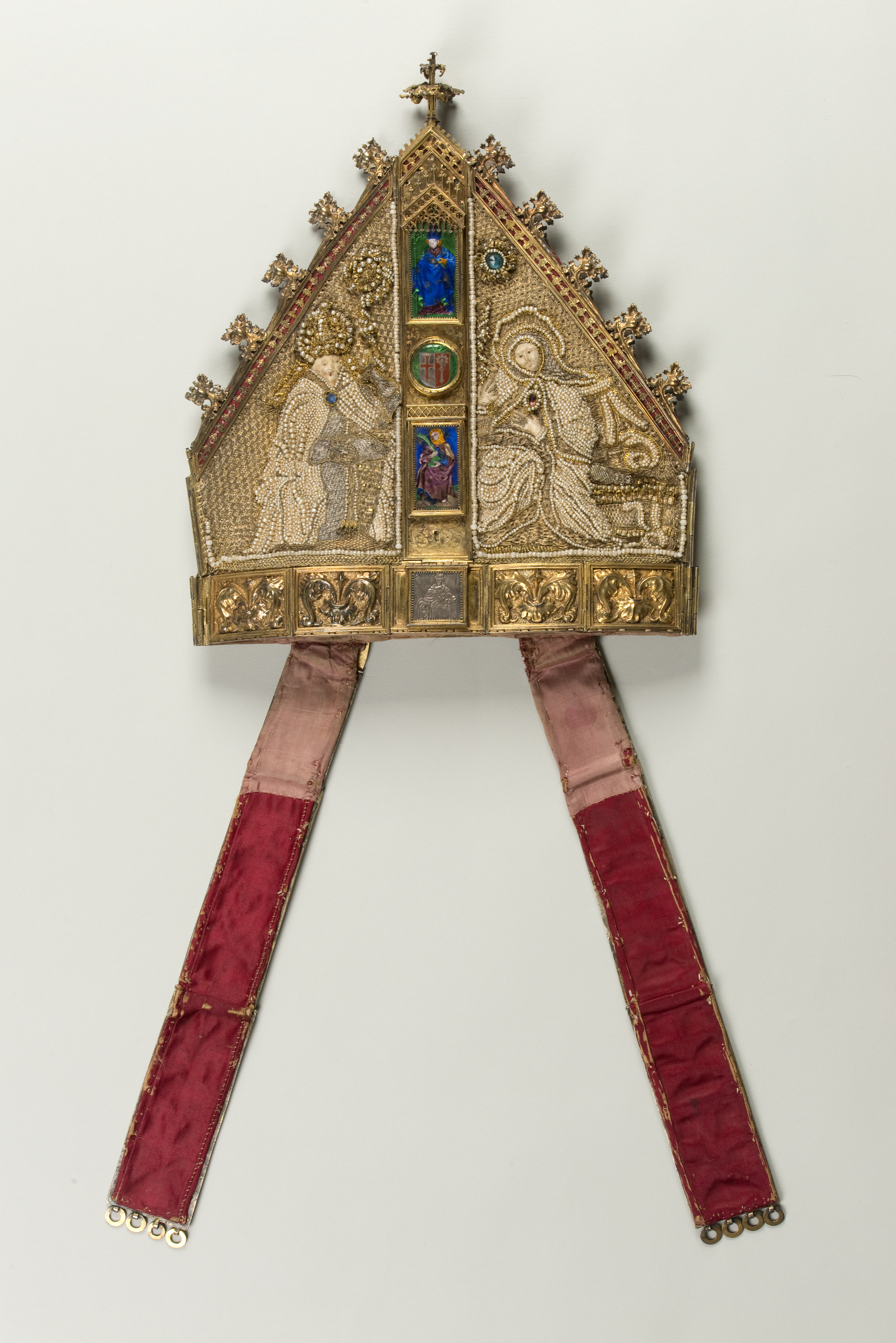

Die Frauenfelder Mitra aus dem Kloster Kreuzlingen geht als eines der wenigen Kunstwerke direkt auf die Zeit des Konstanzer Konzils (1414–1418) zurück. Sie ist im Besitz des Historischen Museums Thurgau und im Schloss Frauenfeld ausgestellt.

## Geschichte
Der Gegenpapst Johannes XXIII. war 1414 samt Gefolge zum Konzil in Konstanz unterwegs. Die letzte Nacht vor seinem prunkvollen Einzug zum Konzil verbrachte er im Kloster von Kreuzlingen. Als Dank für die Gastfreundschaft verlieh der Papst dem Abt Erhart Lind das Recht, Mitra und Stab zu tragen.
Der Abt oder sein Nachfolger ließen daraufhin eine besonders prachtvolle Bischofsmütze anfertigen. Wahrscheinlich fertigte ein Konstanzer Goldschmied die metallene Grundkonstruktion der Mitra in seiner Werkstatt. Die Stickereien wurden separat hergestellt und dann eingepasst. Sie sind möglicherweise in einem Kloster entstanden und wurden später immer wieder erneuert.
Auch wenn die Frauenfelder Mitra auch nicht als Geschenk des Papstes selbst an den Bodensee gelangte, ermöglichte das doch den späteren Auftrag für das prestigeträchtige Kunstwerk, um damit die Stellung des Klosters Kreuzlingen als mächtigstes Stift der Region zu unterstreichen. 1848 eignete sich der Kanton Thurgau im Zuge der Aufhebung der Klöster die Mitra an, die aber – im Gegensatz zu anderem Klosterinventar – nicht versteigert wurde. Seit 1960 befindet sich die Mitra im Frauenfelder Schloss und ist der kostbarste Schatz des Historischen Museums Thurgau.
Die Mitra war 2014 zentrales Exponat der Ausstellung „Das Konstanzer Konzil 1414–1418 – Weltereignis des Mittelalters“. Für das Konzilsjubiläum haben Restauratoren der Abegg-Stiftung in Riggisberg sowie der Metallrestaurator Hans-Joachim Bleier die Mitra gereinigt, restauriert und konserviert. Bei wissenschaftlichen Untersuchungen des Objekts konnte festgestellt werden, dass die Mitra nicht aus Italien mitgebracht, sondern im süddeutschen Raum angefertigt wurde.

## Beschreibung
Die Grundkonstruktion der Mitra besteht aus gegossenem und getriebenem Silber, das graviert, punziert und feuervergoldet wurde. Die Form ist für eine Bischofsmütze der Zeit typisch, in der Wahl der Materialien und der Feinheit der Goldschmiedearbeit erinnert sie eher an die Kopfbedeckung eines weltlichen Herrschers. Allein die Kostbarkeit der Materialien und der Aufwand in der Bearbeitung lässt Rückschlüsse zu auf die wirtschaftliche Bedeutung und den macht- und kirchenpolitischen Anspruch des Klosters.
Die Mitra greift Elemente aus dem gotischen Formenschatz auf, wie die zierlichen Krabben, jeweils fünf auf beiden Rändern der Vorder- und Rückseite, die bekrönende Kreuzblumen, die Ornamentbänder aus querrechteckigen Feldern mit Akanthusranken, die den Stirnreif (Circulus) bilden und der von Scharnieren zusammengehalten wird.
Ulrich und Afra, die Patronatsheiligen des Klosters Kreuzlingen, sind zweimal abgebildet – als Perlenstickerei und auf dem Band mit Emailbildern, das senkrecht über die Vorderseite der Mitra verläuft. Zu erkennen sind sie an ihren Attributen: Ulrich hat einen Fisch, Afra trägt die Märtyrerpalme.
Ein Email zeigt ein Kreuz und Abtstab, das Wappen des Klosters Kreuzlingen. Hunderte Perlen wurden für die Perlenreliefs mit Fäden aus Seide und Leinen auf Leinengrund aufgenäht. Die Perlenstickerei wurde immer wieder erneuert, ein Zeichen für ihre fortlaufende Verwendung und die große Bedeutung der Mitra für das Kloster.
Die Edelsteine sind allesamt Ergänzungen des 19. oder 20. Jahrhunderts, fast alle wurden durch Glassteine ersetzt. Es könnte sein, dass die originalen Steine vom Kloster Kreuzlingen in klammen Zeiten zu Geld gemacht wurden. Die beiden Zierbänder an der Rückseite der Mitra sind ebenfalls aus vergoldetem Metall.